# انطمار الأسنان
انطمار الأسنان الضرس المنطمر هو الضرس الذي لم يصل بروزه إلى القوس السني ضمن فترة النمو المخصصة لبروزه كاملاً، ولأن الضرس المنطمر لا يُكمل بروزه، فإنه يبقى على حاله طوال فترة حياة الشخص إلا إذا تم قلعه أو تم إجراء تدخل جراحي لإزالته، والضرس يصبح منطمراً نتيجة لوضع الأسنان المجاورة، مثل كثافة العظم المحيط، والأنسجة الفموية الزائدة، أو خلل وراثي وبأغلب الأحيان السبب في الانطمار يكون نتيجة لعدم وجود تناسب في الطول والمساحة الموجودة ضمن التقوس السني، التي تسمح ببروز الضرس، بحيث يكون الطول الكلي للتقوس العظمي أصغر نسبياً من التقوس السني (مجموع عرض كل سن من طرفيه الأنسي والوحشي). و بالنتيجة فإن الرحى الثالثة تكون منطمرة لإنها تعد من آخر الأضراس بروزاً في التجويف الفموي.
وتعد الرحى السفلية الثالثة هي الأكثر احتمالية للانطمار، وبعدها يأتي نظائرها من الرحى العلوية الثالثة، وكقاعدة أساسية، كل الأضراس المنطمرة يجب أن تقلع ما عدا الناب الذي قد لا يحتاج إلى تدخل جراحي ويبقى مدفون دون أن يسبب مشاكل مستقبلية .

## التصنيفات
التصنيف يساعد الجرّاح بتحدبد مدى صعوبة إزالة الضرس المنطمر. حيث يكون العامل الرئيسي المحدّد للصعوبة هو الوصولية أو إمكانية الوصول، بحيث تُحدد بالأضراس المجاورة أو أي شكل يعيق مسار الوصول.
ومعظم برامج التصنيف ترتكز على تحليل صور الأشعة. و أهم العوامل ستناقش أدناه.

## تصنيف زاوية السن

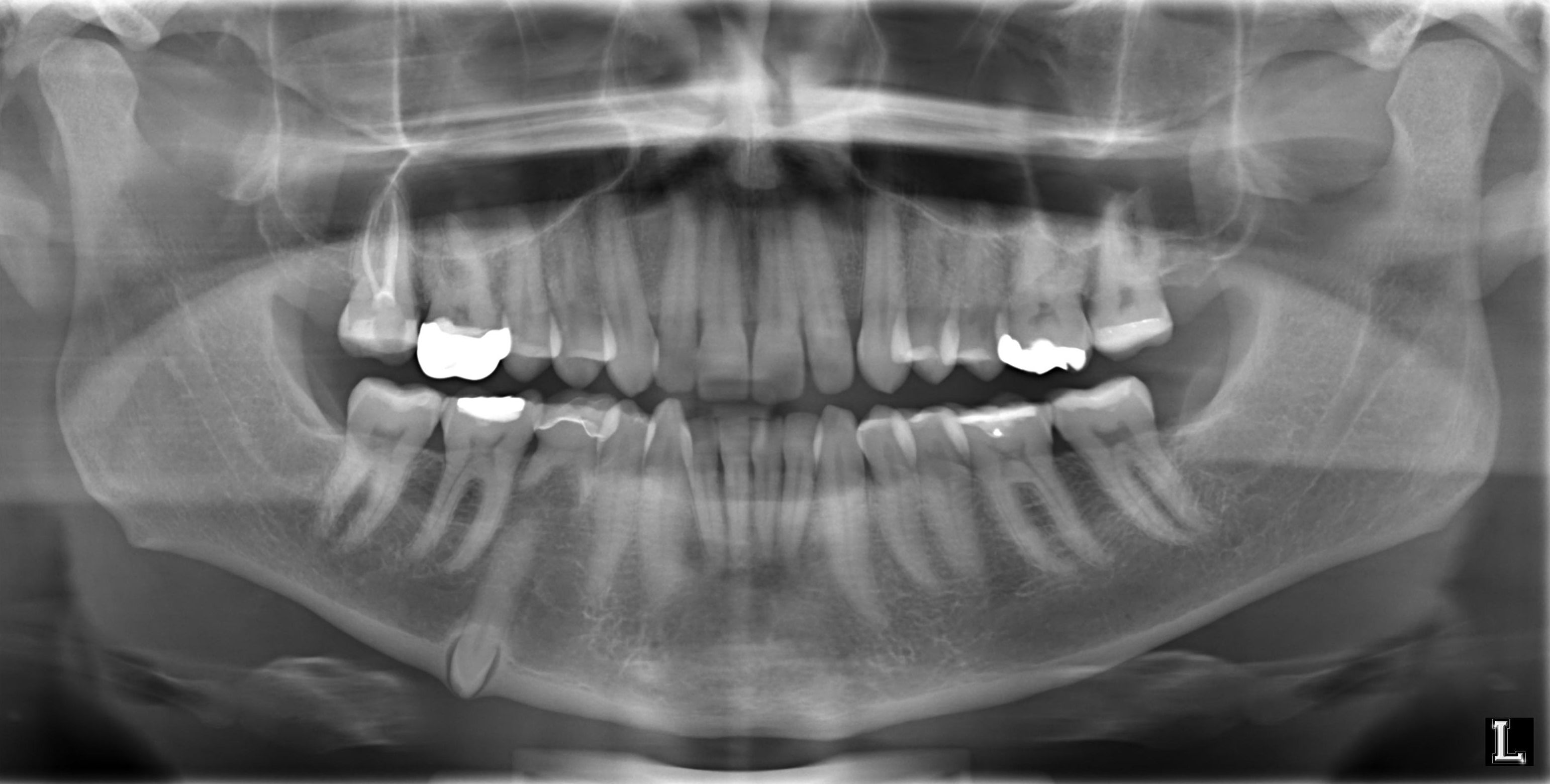
حالة نادرة جدا من الانحشار الضاحك العمودي.

وهو أكثر التصنيفات شيوعاً فيما يتعلق بالتخطيط العلاجي. فبالاعتماد على الزاوية يمكن تصنيف الضرس إلى:
- زاوية أنسية
- أفقي
- عامودي
- زاوية وحشية
- حنكي
- دهليزي
- لساني

### تصنيف علاقة الضرس بمنطقة الرأد
هذا النوع من التصنيفات يرتكز على مقدار الضرس المنطمر المغطى بمنطقة الرأد. و هو المعروف بتصنيف بيل وغريغوري، فئة 1,2,34.

### علاقة الضرس بالمستوى الإطباقي
اذ ان عمق الضرس المنطمر بالمقارنة بالرحى الثانية المجاورة يعطي الأساس لهذا النوع من التصنيف. و قد أوجد هذا التصنيف أيضاً بيل وغريغوري، وقد أُطلق عليه تصنيف بيل وغريغوري A، B، C.

## المضاعفات
الضرس النامي بجانب الضرس المنطمر معرّض لأمراض اللثة. بما ان السطح الأبعد للسن (الوحشي) الأصعب في التنظيف، عند وجود ضرس منطمر يكون هنالك دائماً التهاب باللثة حول الرحى الثانية.
حتى ان هذا المقدار الضئيل من الالتهاب توفر مدخل للبكتيريا إلى الجزء الأكبر من سطح الجذر والذي يؤدي إلى التهاب مبكر في دواعم السن مما يؤدي إلى الإخلال في وضع هذا الضرس. حتى في الحالات التي لا يوجد فيها اتصال واضح بين الفم والرحى الثالثة قد يكون هنالك اتصال كافٍ لبدء تسوس الاسنان.

### التهاب حوائط التاج (التواج)
التواج هو التهاب في الأنسجة التي تغطي التاج من الضرس المنطمر. و بالعادة تتكوّن بفعل الميكروبات الفموية العادية.
لمعظم الناس يكون هنالك توازن بين دفاعات المضيف والميكروبات الفموية، ولكن إذا تم اختراق دفاعات المضيف في حالات الأمراض الطفيفة- كالإنفلونزا أو عدوى الجهاز التنفسي العلوي- تنتج التهاب بحوائط التاج.
و كسبب آخر شائع هو انحشار الطعام تحت الشرائح اللثوية (تسمى أيضا بالأطبقة أو الأغلفة). التهاب حوائط التاج ممكن ان تكون خفيفة أو شديدة. و في أبسط أشكالها هي مجرد تورم في الأنسجة الموضعية مع ألم، بينما في الحالات الشديدة التورم يكون أكبر وفي بعض الأحيان يسبب ما يعرف بالضزز (تشنج يمنع فتح الفم).
في بعض الأحيان يسبب الضرس المنطمر ضغطاً كافياً على جذور الأسنان المجاورة مما يؤدي إلى ذوبانها.
تحتل الأسنان المنطمرة مساحة بدلاً من النسيج العظمي وهذا يضعف هذه المنطقة من العظم ويجعل الفك أكثر عرضة للكسر. عندما يبقى الضرس المنطمر كاملاً ضمن الناتئ السنخي فإن الكيس المسامي يبقى مرتبط به.
و إن كان الجريب السني في معظم الأشخاص يحافظ على حجمه الأصلي، ففي بعض الأحيان قد يحصل تنكّس كيسي فيصبح كيسة سنية أو كيسة متقرنة.

## الأعراض
شائعاً ما يشتكي الأفراد من انحشار الطعام تحت اللثة والشعور بالألم الذي قد يخلط عادةً بينه وبين التهاب الحلق.
في شكله المعتدل يكون هنالك تورم واضح ويصبح فتح الفم صعباً بالحالات الشديدة. الألم موجود دائماً.

## الإجراءات
كل الأضراس المنطمرة –ما عدا خلاف ذلك- يجب قلعها أو إدراجها تحت التدخل الجراحي لإزالتها.